# Sunao Jošida
Sunao Jošida (japonsky , 吉田直; 24. října 1969 Ašija – 15. července 2004 Tokio), rodným jménem Sunao Macumoto, byl japonský spisovatel lehkých románů. Jeho nejznámějším dílem je románová série Trinity Blood.

## Životopis
Jošida se narodil ve městě Ašija v prefektuře Fukuoka. Absolvoval Střední školu La Salle v Kagošimě. Studoval na Právní fakultě Univerzity Waseda a na Kjótské univerzitě obdržel magisterský titul.[zdroj?]
V roce 1997 získal cenu Sneaker taišó za svůj debutový román Genocide Angel: Hangjaku no kamigami.[zdroj?] Mezi dubnem 2001 a prosincem 2004 publikoval v časopisu The Sneaker sérii lehkých románů Trinity Blood, kterou ilustroval Thores Šibamoto. Na námět románů vznikla stejnojmenná manga ilustrovaná Kijem Kudžem, vydávaná mezi lety 2003–2018. Anime adaptace v produkci studia Gonzo byla vysílána v roce 2005.
V roce 2003 se podílel na připravované multimediální franšíze Neppú kairiku buši Road románem Neppú kairiku buši Road: Overlord Chronicle, který byl serializován v časopisu Comtiq. Po Jošidově smrti v roce 2004 byla produkce franšízy odložena na neurčito, opět spuštěna byla v roce 2013. Nedokončený román byl vydán posmrtně v roce 2007 nakladatelstvím Kadokawa Sneaker Bunko.
Jošida zemřel v roce 2004 na udušení. Od ledna do října 2006 byla v Ašije ve spolupráci s nakladatelstvím Kadokawa Šoten, studiem Gonzo a společností Broccoli pořádána výstava jeho životní tvorby.[zdroj?]

## Dílo
- Genocide Angel: Hangjaku no kamigami (ジェノサイド・エンジェル 叛逆の神々) – červen 1997
- Trinity Blood: Reborn on the Mars (トリニティ・ブラッド Reborn on the Mars) – 6 svazků, únor 2001 – říjen 2003
- Trinity Blood: Rage Against the Moons (トリニティ・ブラッド Rage Against the Moons) – 6 svazků, duben 2001 – prosinec 2004
- Trinity Blood: Canon šingaku taizen (トリニティ・ブラッド Canon 神学大全) – nedokončeno (vydáno posmrtně v dubnu 2005)
- Neppú kairiku buši Road: Overlord Chronicle (熱風海陸ブシロード OVERLORD CHRONICLE) – nedokončeno (vydáno posmrtně v červenci 2007)

### Antologie
- Trinity Blood gaiden: Gunmetal Hound (トリニティ・ブラッド外伝 GUNMETAL HOUND)
- Trinity Blood gaiden: Human Factor (トリニティ・ブラッド外伝 HUMAN FACTOR)
- Trinity Blood: Reborn on the Mars VII –⁠ Kjokkó no kiba (トリニティ・ブラッド Reborn on the Mars VII 極光の牙) (předmluva)